# Gávacultuur
De Gávacultuur is een archeologische cultuur van de bronstijd in Europa.
De cultuur werd aan het begin van de 20e eeuw voor het eerst beschreven in Slowakije. Het belangrijkste onderscheidende element was het karakteristieke aardewerk met kegelvormige bobbels rond de buik en een touwdecoratie rond de hals van het vat. Er zijn sterke overeenkomsten tussen typisch Gáva-aardewerk en Proto-Villanova-vaatwerk uit Italië. Sommige onderzoekers geloven dat aan het begin van de latere bronstijd naast mensen van de Midden-Donau-urnenveldencultuur groepen van de Gávacultuur Noord-Italië binnendrongen.

## Chronologie
De Gávacultuur dateert uit de Hallstatt-A-periode, waar in het Tisza-gebied, het Banaat en westelijk Transsylvanië, de tradities van de Otomanicultuur het langst werden gehandhaafd. Hieruit ontwikkelden zich lokale culturen (Suciu de Sus, Cuceni) die de basis vormden van een nieuwe culturele eenheid, de Gávacultuur. 
In de Hallstatt-B-periode verdwenen de vondsten van de Gavacultuur. Dit werd in verband gebracht met de Thraco-Cimmerische invasies van nomaden uit de steppen van de Zwarte Zee. Door migratie naar de Tisza-gebieden ontstond de Mezocsatcultuur.

## Verspreiding en culturele context
De Gávacultuur grensde in het westen aan de grafheuvelcultuur en in het oosten aan de Nouacultuur. Vestigingen van de Gávacultuur verschenen in het oosten van Slowakije en drongen noordwaarts langs de valleien van de Ondava, Topla en Torysa naar de Karpaten. Via de Dukla-pas bereikten de mensen van de Gávacultuur het noordelijke deel van de Karpaten, waar een nog weinig onderzochte enclave werd gevormd in de buurt van Krosno (Wietrzno), en elementen ervan waarneembaar zijn in het gebied van de Lausitzcultuur nabij Krakau (Nowa Huta) aan de bovenloop van de Wisła, waar ze ook een nog niet volledig onderzochte groep vormen. Een enkel aardewerkvat typerend voor de cultuur is bekend uit de omgeving van Ostróda. Archeologen geloven dat groepen van de Gavacultuur een zekere invloed hadden op de vroege fase van de Tarnobrzeg-groep. 
Na Transsylvanië drongen de mensen van de Gávacultuur via de Karpaten door tot het gebied van de bovenste en middelste Dnjestr, waar zich de Holihradcultuur vormde. Invloeden van de Gávacultuur drongen via de oostelijke Karpaten door tot in Moldavië.

## Maatschappij en economie
In het gebied van de Gávacultuur ontwikkelde zich een belangrijk centrum van bronsgieterij, gebaseerd op de koperafzettingen van Transsylvanië en Oost-Hongarije. Er werd ook goud gedolven aan de Boven-Tisza, en in Transsylvanië werden gemakkelijk toegankelijke afzettingen van steenzout geëxploiteerd. De ontwikkeling van metallurgie, zoutwinning en handel leidden tot aanzienlijke rijkdom voor een deel van de bevolking, vooral in Transsylvanië, waar we grote depotvondsten van bronzen producten kennen, honderden stuks tellend en tot enkele honderden kilo's wegend. De bronsschat van Aiud weegt 760 kg, en de grootste van de Transsylvanische depots, in Ocna Mureș, bestaat uit 5.812 verschillende items en weegt ongeveer 1.100 kg.

## Nederzettingen
De mensen van de Gávacultuur leefden in open nederzettingen, en in hooggelegen gebieden van Transsylvanië en Slowakije werden heuvelforten gebouwd.

## Begrafenisritueel
De doden werden begraven in vlakke urnengraven. In verhouding tot het grote aantal bekende nederzettingen is slechts een klein aantal begraafplaatsen gevonden, gegroepeerd langs de Tisza in het noordoosten van Hongarije. Mogelijk gebruikte een aanzienlijk deel van de bevolking van de Gávacultuur een ander begrafenisritueel dat archeologisch nog niet vastgesteld is.

## Karakteristieke culturele producten

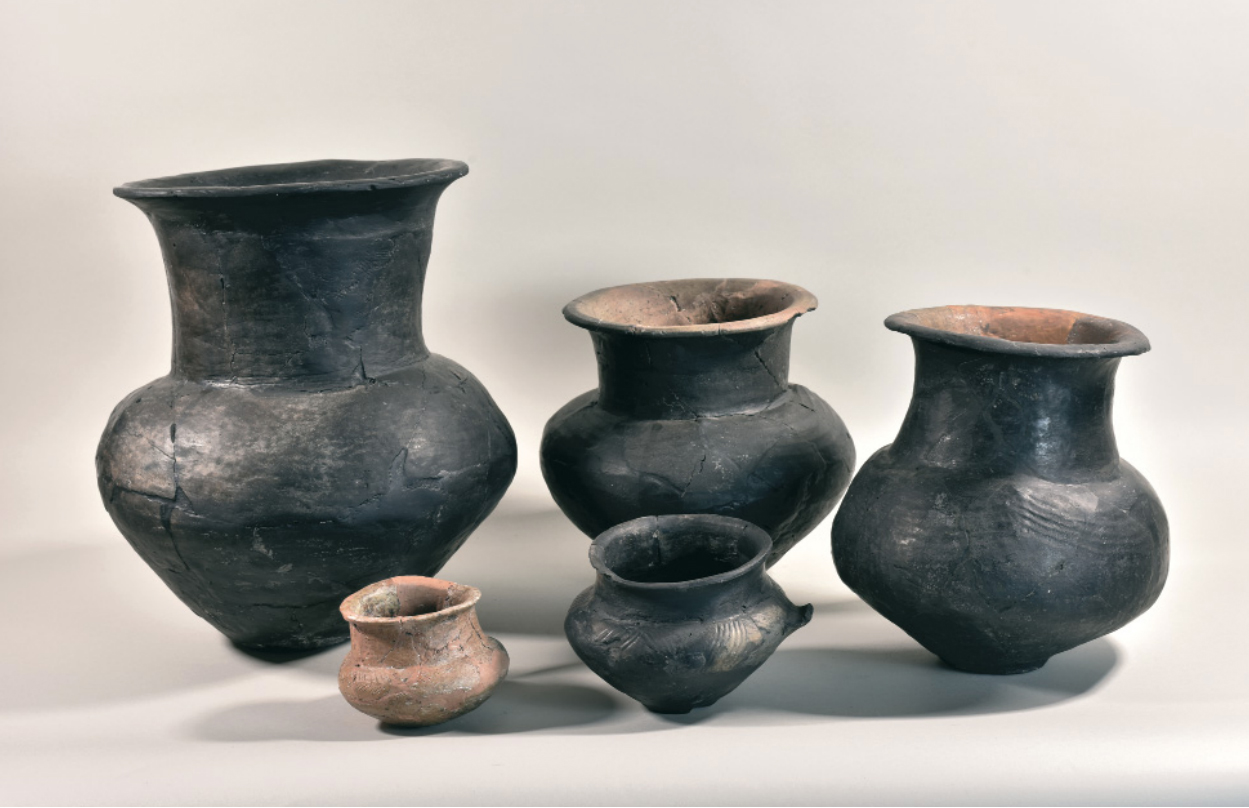
Gávacultuur aardewerk, Teleac-heuvelfort, Roemenië

Kenmerkende artefacten van de cultuur zijn met name de vaasvormige vaten met bolvormige buik, afgezette conische hals en uitlopende rand. Deze vaten waren over het algemeen versierd met conische knoppen in het bovenste deel van de buik, brede diagonale groeven en groepen horizontale groeven in de hals. Het aardewerk heeft over het algemeen een glad buitenoppervlak, zwart van kleur, en een rode of bruine binnenzijde. 
De bronzen producten van de Gávacultuur waren zeer karakteristiek, en werden massaal geëxporteerd naar de gebieden buiten de Karpatenboog, naar het oosten tot het midden van de Dnjepr en noordwaarts naar het Wisła-bekken.